# Cửu đỉnh (Trung Quốc)

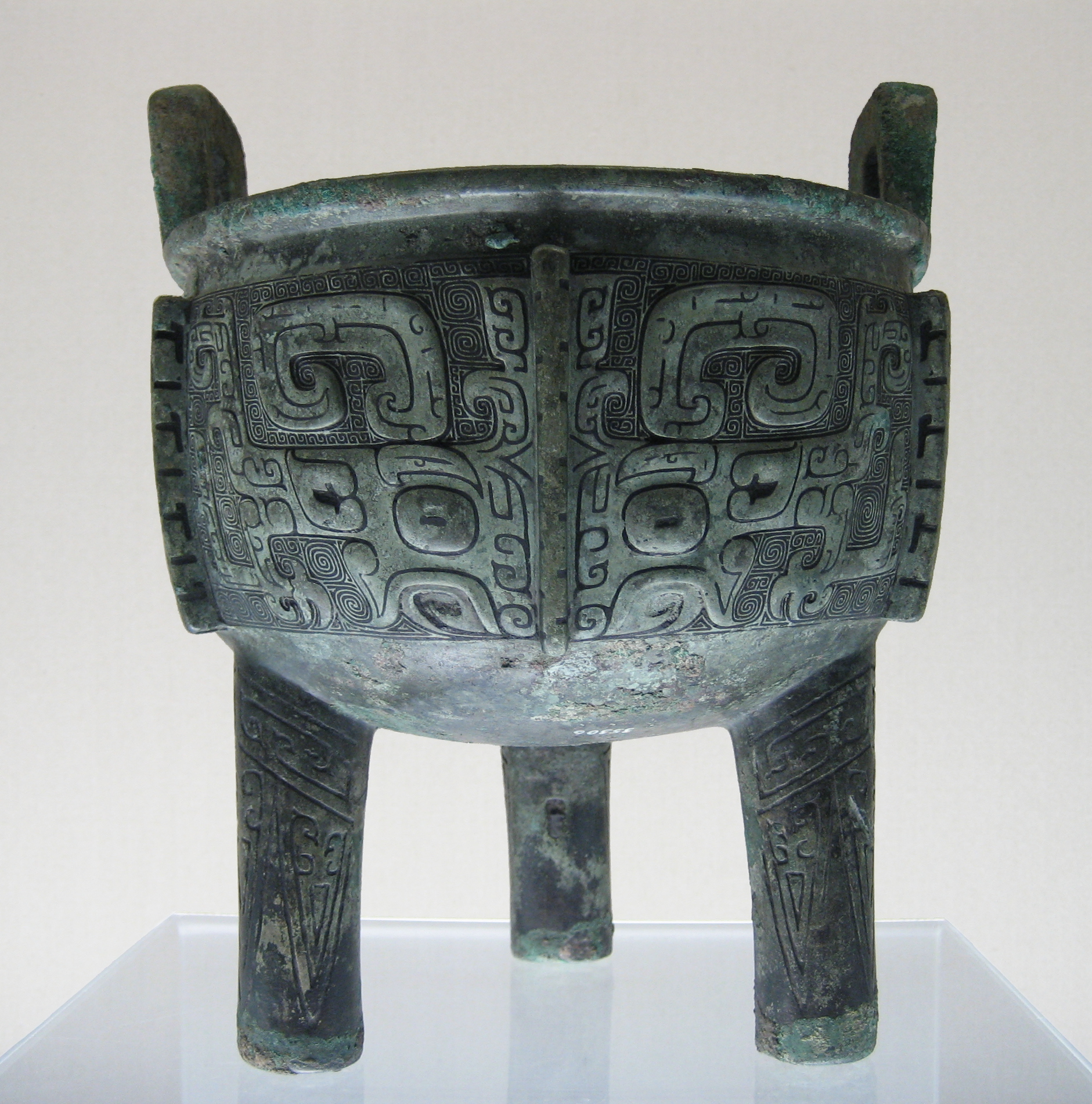
Đỉnh đồng nhà Thương, hiện lưu giữ tại bảo tàng Thượng Hải

Cửu đỉnh (chữ Hán:九鼎) là bộ gồm chín cái đỉnh (vạc) tượng trưng cho quyền lực phong kiến tại các nước Á Đông. Theo sử Trung Quốc thì vua Hạ Vũ (夏禹) là người đúc đầu tiên. Chế độ phong kiến Trung Quốc, Việt Nam... xem cửu đỉnh như là quốc bảo.